# Logoi: una gramática del lenguaje literario
Logoi: una gramática del lenguaje literario es un tratado sobre retórica y literatura del escritor Fernando Vallejo publicada en 1983 por el Fondo de Cultura Económica en México como parte de la colección Lengua y Estudios literarios. 
Es una obra sui generis en el panorama de los estudios lingüísticos y filológicos contemporáneos, Logoi da cuenta, en 32 capítulos, de los procedimientos de la prosa considerando la literatura como el reino de lo recibido, como el vasto dominio de la fórmula, del lugar común y del cliché. Logoi es así la antítesis de la crítica literaria que ha estudiado a los escritores bajo el ángulo de su "originalidad".
El primer libro de Vallejo, Logoi es una obra con ejemplos de textos originales en castellano, en griego clásico, en latín, en inglés, en francés y en italiano. 

## Dedicatoria a Rufino José Cuervo
El libro está dedicado a la memoria de Rufino José Cuervo, "cuya vida fue la pasión por el idioma" y del cual menciona en el epílogo:
Rufino José Cuervo intentó en nuestro idioma la más ambiciosa gramática de cualquier idioma: un diccionario: el Diccionario de construcción y régimen de la lengua castellana, que pretendía describir todos los usos y relaciones, en todas las épocas, de las palabras españolas. A finales del siglo pasado, de su siglo de taxonomías, el filólogo colombiano entrevió la más penosa verdad para un gramático: que el lenguaje humano con su móvil ambigüedad escapa a todo sistema; que la única forma de apresarlo es las más humilde, la enumeración exhaustiva de los diccionarios.

## Contenido

### Introducción
Mediante la clara distinción entre prosa y poesía y ejemplificando con los primeros retóricos griegos del siglo V a. de C. como Corax, Tisias y Gorgias de Leontini, en cuyo tiempo la única expresión digna de la literatura seguía siendo el verso (desde los poemas homéricos), Vallejo concluye que el verso precedió a la prosa, esta última en sus comienzos avanzando paralelamente a la reflexión sobre la misma prosa.

#### Estilística deCharles Bally
Así los griegos, habiendo considerado el lenguaje puramente literario, el autor hace mención especial de la estilística de Charles Bally, que a comienzos del siglo XX se ocuparía de esta ciencia nueva del idioma hablado.

#### Origen del verso
El verso surge como una defensa contra el olvido, ya que la literatura griega fue transmitida por tradición oral. Esto lo confirma también el hecho de que los cantares de gesta (primeros monumentos literarios de las lenguas romances) se compusieron en verso rimado. El verso nace pues vinculado a la memoria como la prosa a la escritura.

#### Aliteración en la poesía germánica
En la primitiva poesía germánica, la aliteración refuerza al ritmo.

#### Paralelismo de fórmulas literarias entre las lenguas europeas
El autor hace hincapié en el hecho de que las lenguas europeas hoy en día se traducen entre sí casi que mecánicamente mediante simple transposición de palabras. Aunque haya diferencias sintácticas y morfológicas, las fórmulas literarias usadas por los prosistas destacados en lengua española no son, de ninguna manera, exclusivas de nuestra lengua. Ejemplo: distribución en pares de términos antitéticos unidos por la conjunción copulativa en Bécquer, Mariano José de Larra, Enrique José Varona, Ciro Alegría y Manuel Mujica Lainez. Ejemplifica con autores italianos (Vitaliani Brancati, Corrado Álvaro), franceses (Proust) e ingleses (Shakespeare y Sinclair Lewis), demostrando así que la enumeración en varios grupos de dos términos no es una fórmula exclusiva del español.

##### Gabriel García Márquez
Y es aquí donde Vallejo cita en Logoi por primera y última vez a Gabriel García Márquez para mostrar con un pasaje de Cien años de soledad que él también usa este esquema preexistente de la enumeración de dos en dos que lleva a un equilibrio eufónico:
Fue esa la época en que adquirió el hábito de hablar a solas, paseándose por la casa sin hacer caso de nadie, mientras Úrsula y los niños se partían el espinazo en la huerta cuidando el plátano y la malanga, la yuca y el ñame, la ahuyama y la berenjena.
Concluye que la eufonía, por sobre el sentido mismo, "es la gran razón de la literatura".

#### La metáfora
Con las respectivas citas, Vallejo muestra que Aristóteles ya llamaba a la tarde "la vejez del día"; Longino comparaba a Homero con "el sol poniente"; Calderón de la Barca compara la vida al sueño o a una "representación de teatro" y Platón la compara a una "tragedia", Shakespeare a "la sombra de una sombra"; Henry James a una "revolución"; Bossuet compara al mundo con una gran comedia; Nicolás Guillén se refiere a la América Latina como un "vasto escenario"; Pereda habla del "papel de comparsa" en la "farsa de la vida"; para Vasconcelos, somos unos "comparsas" en "la pelota de la ambición".

#### El genio de Cervantes
Finalmente, Vallejo concluye la introducción mostrando en qué radicó la genialidad del Quijote de Cervantes. Y es el haber sido un libro acerca de otros libros:
El genio de Cervantes descubrió que la literatura, más que en la vida, se inspira en la literatura (pág. 29).

## Ediciones
La primera edición data de 1983. Dado el reconocimiento que el escritor ha venido adquiriendo a través de los años, el Fondo de Cultura Económica publicó en 2005 una segunda reimpresión de 1000 ejemplares.

### Videos
Pilar Reyes, editora literaria de Fernando Vallejo: «Me encanta Logoi. Vallejo cree que se puede aprender a escribir. Tú puedes hacer grandes frases» (min. 3:39).
- Datos: Q5978379